# Liste der Baudenkmäler in Detmold-Bentrup
Die Liste der Baudenkmäler in Detmold-Bentrup enthält die denkmalgeschützten Bauwerke auf dem Gebiet von Detmold-Bentrup in Nordrhein-Westfalen (Stand: September 2024). Diese Baudenkmäler sind in der Denkmalliste der Stadt Detmold eingetragen; Grundlage für die Aufnahme ist das Denkmalschutzgesetz Nordrhein-Westfalen (DSchG NRW).
| Bild                                                 | Bezeichnung                                          | Lage              | Beschreibung | Bauzeit | Eingetragen seit  | Denkmal- nummer |
| ---------------------------------------------------- | ---------------------------------------------------- | ----------------- | ------------ | ------- | ----------------- | --------------- |
| kleiner Vierständerfachwerkbau                       | kleiner Vierständerfachwerkbau                       | Im Dorfe 16 Karte |              | 1738    | 2. Oktober 1986   | 191             |
| Hofanlage bestehend aus Bauernhaus und Nebengebäuden | Hofanlage bestehend aus Bauernhaus und Nebengebäuden | Im Haufen 1 Karte |              | 1818    | 10. Dezember 2015 | 710             |

- Karte mit allen Koordinaten:
- OSM |
- WikiMap